# Holiday (песня Little Mix)
«Holiday» (с англ. — «Праздник») — сингл британской группы Little Mix, выпущенный в качестве второго сингла с их шестого студийного альбома «Confetti». Он достиг 15-го места в UK Singles Chart, 3-го в Scottish Singles Chart и попал в топ-20 в Бельгии, Венгрии, Ирландии, Швейцарии и Нидерландах. Позже сингл был сертифицирован серебряным BPI, благодаря продажам 200 000 экземпляров.

## Реклама
Группа анонсировала сингл в видео, опубликованном в социальных сетях 16 июля 2020 года. Короткий клип на трек был выпущен в приложении TikTok. Официальный видеоклип был выпущен на YouTube-канале группы. 7 августа и 14 августа британский певец и автор песен MNEK и канадский диджей Фрэнк Уокер выпустили свои ремиксы на песню. 31 августа группа выпустила акустическую версию песни.

## Видеоклип
26 августа 2020 года группа выпустила тизер музыкального клипа на песню «Holiday». Клип был выпущен 28 августа. В клипе группа предстает в образе русалок, лежащих на пляже. Перри Эдвардс описал съемки во время пандемии COVID-19 как «очень странный опыт», заявив:
Все должны были заполнять формы и носить маски, на съемочной площадке было только определенное количество людей, мы должны были измерять температуру и держаться подальше друг от друга.

## Живые выступления
21 августа 2020 года Little Mix исполнили песню «Holiday» на своем концерте «Little Mix Uncancelled». Они также исполнили песню в прямом эфире на BBC Radio 1 Live Lounge 15 сентября 2020 года. Группа также исполнила песню в полуфинале конкурса талантов «Little Mix The Search» 6 ноября 2020 года вместе с синглом «Touch».

## Чарты
| Чарт (2020)                                | Высшая позиция |
| ------------------------------------------ | -------------- |
| Бельгия/Фландрия (Ultratip Bubbling Under) | 16             |
| Бельгия/Валлония (Ultratip Bubbling Under) | 39             |
| Bolivia Anglo (Monitor Latino)             | 13             |
| Canadian Digital Songs (Billboard)         | 46             |
| Croatia (HRT)                              | 49             |
| Euro Digital Songs (Billboard)             | 4              |
| Венгрия (Rádiós Top 40)                    | 39             |
| Венгрия (Single Top 40)                    | 19             |
| Ирландия (IRMA)                            | 23             |
| Latvia (Latvijas Top 40)                   | 24             |
| Macedonia (Radiomonitor)                   | 8              |
| Netherlands (Dutch Top 40 Tipparade)       | 19             |
| Netherlands (Single Tip)                   | 18             |
| New Zealand Hot Singles (RMNZ)             | 11             |
| Шотландия (OCC Scotland)                   | 3              |
| Словакия (Rádio — Top 100)                 | 94             |
| Spain Digital Song Sales (Billboard)       | 50             |
| Sweden Heatseeker (Sverigetopplistan)      | 19             |
| Великобритания (OCC UK Singles)            | 15             |
| США (Billboard Digital Song Sales)         | 18             |

## Сертификации
| Регион                                                                      | Сертификация | Продажи |
| --------------------------------------------------------------------------- | ------------ | ------- |
| Великобритания (BPI)                                                        | Золотой      | 400 000 |
| Данные о продажах + прослушиваниях приведены только на основе сертификации. |              |         |